# Gewone oeverkortschildkever
De gewone oeverkortschildkever (Paederus riparius) is een insect uit de familie kortschildkevers (Staphylinidae). 

## Naam en indeling
De wetenschappelijke naam van de soort werd voor het eerst voorgesteld door Johann Ludwig Christian Carl Gravenhorst in 1802. Later werd de wetenschappelijke naam Paederus litoralis gebruikt maar deze naam bevatte een spelfout.

## Uiterlijke kenmerken
De gewone oeverkortschildkever bereikt een lichaamslengte van tussen de zeven en tien millimeter. De kop en de dekschilden zijn zwart van kleur, evenals de kaken. Het borststuk is voorzien van een rood pronotum of halsschild, de dekschilden hebben een zwarte kleur. De eerste (voorste) drie tot zes achterlijfssegmenten hebben een rode kleur, segmenten zeven en acht zijn zwart.

## Levenswijze
Zowel de larven als de volwassen dieren hebben een carnivoor dieet en leven voornamelijk van bladluizen die in grote hoeveelheden worden gegeten. De kever wordt hierdoor in de tuinbouw gezien als een erg nuttig insect. De volwassen kevers kunnen het gehele jaar door worden gevonden onder stenen of tussen houtschors. Als de dieren worden verstoord wordt het achterlijf voorwaarts gekromd en kunnen ze een irriterende vloeistof (pederine) afscheiden uit het achterlijf.

## Voortplanting
De paring vindt plaats in het voorjaar en de larven ontwikkelen zich relatief snel. In zuidelijke delen van het areaal komen meerdere generaties per jaar voor. De eitjes worden afzonderlijk gelegd op vochtige substanties en komen meestal uit na drie tot negentien dagen. De larven doorlopen twee stadia voordat ze volwassen worden. Volwassen dieren komen het meest voor in de lente en de vroege zomer. De hele levenscyclus kan vier tot tien jaar duren. 

## Verspreiding en habitat
De gewone oeverkortschildkever komt voor in delen van Europa en Azië tot in het Midden-Oosten. De habitat bestaat uit laaggelegen gebieden met een vochtige ondergrond zoals natte graslanden, ondergelopen weilanden en draslanden zoals moerassen. In tegenstelling tot de verwante soorten uit het geslacht Paederus komen de kevers ook wel voor in drogere gebieden zoals kustduinen en kliffen. Een belangrijke voorwaarde is de aanwezigheid van grote hoeveelheden vliegenlarven die in de bodem leven, zoals een ondergrond die bestaat uit humusrijke strooisellagen. 